# گورستان سیاه‌دره گندم‌کوه
گورستان سیاه دره گندم کوه مربوط به هزاره اول قبل از میلاد است و در شهرستان نمین، بخش عنبران، روستای عنبران سفلی واقع شده و این اثر در تاریخ ۲۴ تیر ۱۳۸۲ با شمارهٔ ثبت ۹۱۶۱ به‌عنوان یکی از آثار ملی ایران به ثبت رسیده است.